# Französische Schulen in Deutschland

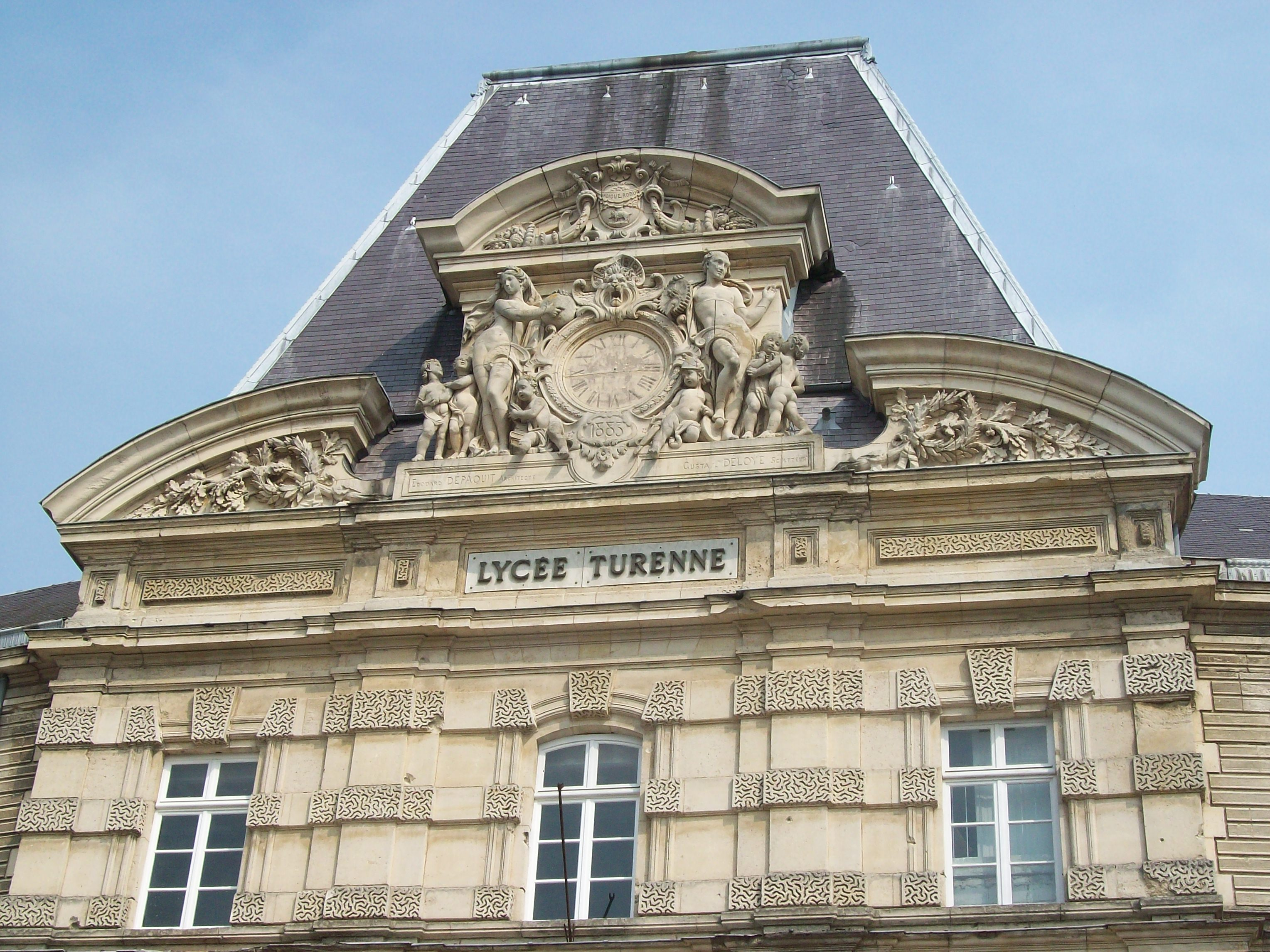
Lycée Turenne in Freiburg im Breisgau

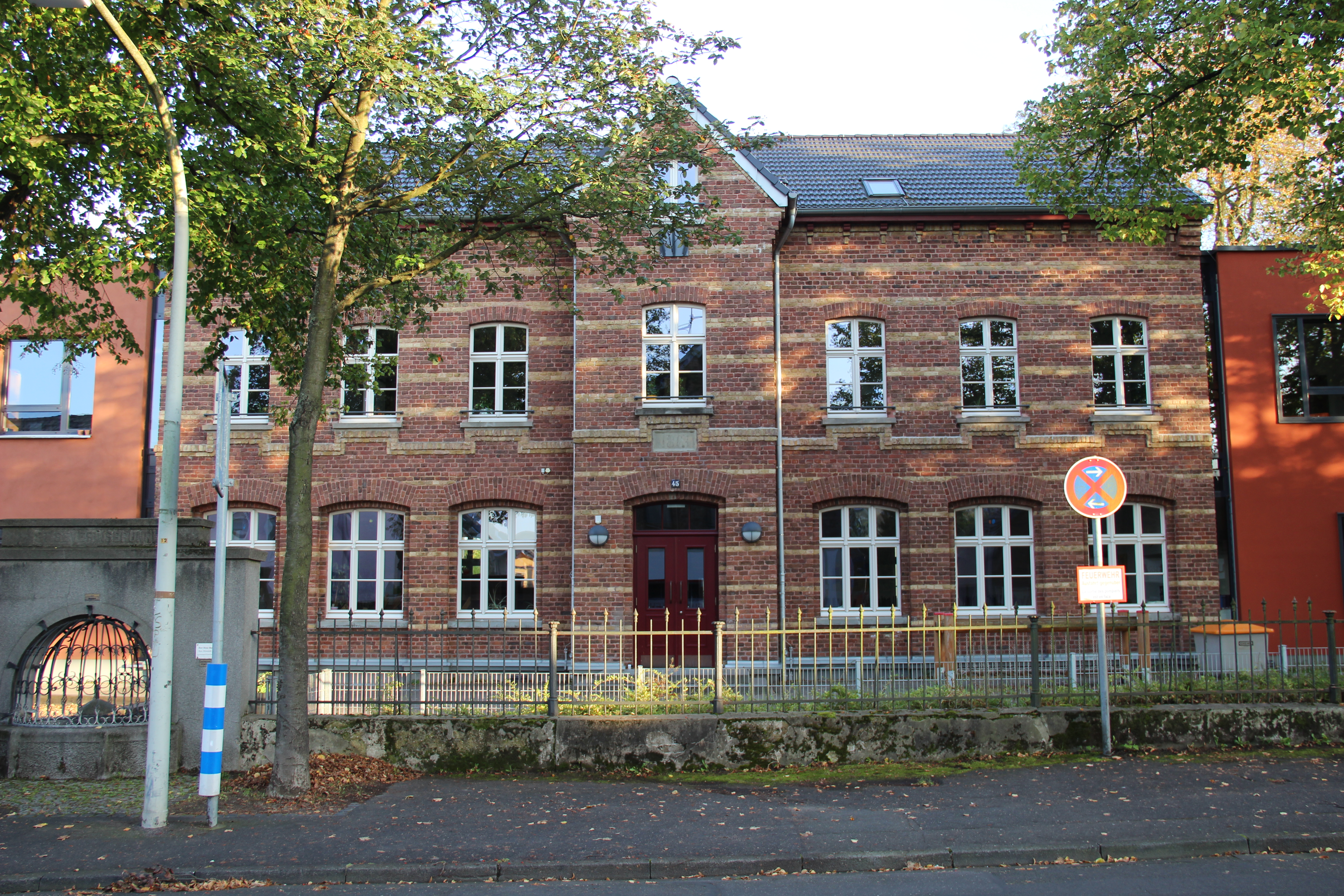
Ecole primaire de Mehlem

Französische Schulen in Deutschland beschreibt sämtliche Grund- und weiterführende Schulen für die Familien der französischen Stationierungsstreitkräfte unter der Dienstaufsicht der Direction de l’enseignement français en Allemagne (DEFA). Die Organisation – bis 1956 noch als Service de l’enseignement français en Allemagne bezeichnet – hatte ihren Sitz in Baden-Baden (1945–1949), dann in Mainz (1949–1956) und erneut in Baden-Baden (1956–1997).

## Geschichte
Die Aufgabe der DEFA war, in den französischen Garnisonen dieselben Konditionen und Standards der Schulbildung wie in Frankreich zu bieten. Zugang zu den Schulen hatten die Kinder der Soldaten und Zivilbediensteten der Forces françaises en Allemagne (FFA) und im Rahmen der verfügbaren Plätze auch die Kinder von in Deutschland lebenden Franzosen sowie von Diplomaten. Auch ausländische Schüler konnten bei freien Kapazitäten aufgenommen werden.
Ein erstes Gymnasium (Lycée) wurde 1945 in Baden-Baden eröffnet und 1947 konnten die ersten Schüler ihr französisches Abitur (Baccalauréat) ablegen. Dennoch erfolgte die Gründung von Schulen in der Französischen Besatzungszone relativ spät, wobei zunächst ein Schwerpunkt auf die weiterführenden Schulen (Lycées und Collèges) gelegt wurde. In den beiden ersten Jahren nach dem Zweiten Weltkrieg wurden 11 Schulen gegründet, davon 4 Lycées (in Baden-Baden, Berlin, Freiburg im Breisgau, Koblenz), 1 Collège (in Konstanz) und nur 6 Grundschulen (Ecoles primaires oder élémentaires) in Bergzabern, Bühl, Langenargen, Müllheim, Saarburg und Vallendar. Zum Vergleich: In der Amerikanischen Zone gab es im selben Zeitraum 44 Schulgründungen, davon 38 Grundschulen und 6 High Schools.
Für 1983 sah die Lage wie folgt aus:
- 6 100 Schüler in 41 Ecoles primaires,
- 12 100 Schüler in 12 Sekundarschulen,
- 262 Schüler in der kombinierten Grund- und Sekundarschule Baden-Baden,
- gesamt damit 18 362 Schüler in 54 Schulen.
Über den gesamten Zeitraum von 1945 bis 1999 wurden 95 französische Schulen in Deutschland eröffnet und auch wieder geschlossen (ohne Kindergärten). Allein die Ecole primaire in Müllheim (schon 1945 eröffnet) am Standort der Deutsch-Französischen Brigade und die Grundschule im Bonner Stadtteil Mehlem (1950 gegründet) am ehemaligen Regierungssitz mit einem zahlenmäßig starken Anteil an Kindern aus Familien der Diplomaten der frankophonen Staaten in Afrika, bestanden auch noch 2023.
Nach der Schließung der Schulen der Stationierungsstreitkräfte wird systematischer muttersprachlicher frankophoner Unterricht in Deutschland noch an den Deutsch-Französischen Gymnasien und angeschlossenen Grundschulen in Freiburg, Hamburg und Saarbrücken, an den Europäischen Schulen in Karlsruhe, München und Frankfurt, sowie an den weiteren Auslandsschulen der Französischen Republik in Berlin, Bonn, Düsseldorf, Frankfurt, Heidelberg, Stuttgart und München unterrichtet.

## Lehrer
Die DEFA war einer der großen Arbeitgeber im Gebiet der einstigen Französischen Zone bestehend aus dem südlichen Baden-Württemberg und Rheinland-Pfalz. 1983 waren 900 Beamte vom Ministère de l’Education Nationale zum Direktor der DEFA abgeordnet, was damals einen Betrag von 145 753 000 Francs (entspricht 22 219 000 Euro) im Budget ausmachte.

## Leitungsgremium
Nach der weitgehenden Auflösung der französischen Schulen und dem Abzug der FFA in den neunziger Jahren, wurde eine leichtere Organisation für die Dienstaufsicht über die verbliebenen Schulen geschaffen. An die Stelle der DEFA im Geschäftsbereich des Erziehungsministeriums wurde 1997 ein dem französischen Verteidigungsministerium unterstellter neuer Dienst mit der sperrigen Bezeichnung „Service de l’enseignement des forces françaises et de l’élément civil stationnés en Allemagne“ (SEFFECSA) geschaffen und 2014 wieder aufgelöst. Der kleine Rest an Schulen rechtfertigte keine eigene Organisation mehr und die Leitung der Schulen obliegt nun der AEFE (Agence pour l’enseignement français à l‘étranger), zuständig für französische Auslandsschulen weltweit.

## Liste der Schulen in Deutschland (95 Schulen)
Wichtigste Quelle sind die Einträge zu den einzelnen Schulen im Sozialen Netzwerk von trombi.com.

### Baden-Württemberg (49 Schulen)
| Ort                     | Schule                                         | Eröffnet | Geschlossen    | Bemerkungen |
| ----------------------- | ---------------------------------------------- | -------- | -------------- | --- |
| Achern                  | Ecole primaire «Louis-Pergaud»                 | 1956     | 1999           | |
| Achern                  | Ecole primaire «Turenne»                       | 1967     | 1999           | |
| Baden-Baden             | Ecole primaire «Paris»                         | 1952     | 1999           | In Cité Paris |
| Baden-Baden             | Ecole primaire «Bretagne»                      | 1961     | 1999           | In Cité Bretagne |
| Baden-Baden             | Ecole primaire «Normandie»                     | 1961     | 1999           | In Cité Normandie                                                                                                   |
| Baden-Baden             | Lycée «Charles-de-Gaulle»                      | 1946     | 1999           | Zunächst im Markgraf-Ludwig-Gymnasium untergebracht, bezog 1954 einen Neubau in der Cité Normandie, Breisgaustraße. |
| Breisach                | Ecole primaire «Marie-Curie»                   | 1954     | 1999           | |
| Bühl                    | Ecole primaire «André-Malraux»                 | 1963     | 1999           | |
| Bühl                    | Ecole primaire «Koechlin»                      | 1946     | 1999           | |
| Bühl                    | Lycée «Charles-de-Gaulle»                      | 1961     | 1999           | |
| Donaueschingen          | Ecole primaire «Le Danube»                     | 1971     | 2014           | |
| Donaueschingen          | Collège «Robert-Schuman»                       | 1977     | 2014           | |
| Freiburg im Breisgau    | Ecole primaire du Centre-Ville                 | 1953     | 1992           | In der Habsburgerstraße 130                                                                                         |
| Freiburg im Breisgau    | Ecole primaire d’Haslach                       | 1958     | 1992           | In der Belchenstraße 2                                                                                              |
| Freiburg im Breisgau    | Ecole primaire Vauban                          | 1956     | 1992           | In der Boelckestraße                                                                                                |
| Freiburg im Breisgau    | Lycée «Turenne»                                | 1945     | 1992           | In der Schützenallee 31                                                                                             |
| Friedrichshafen         | Collège «Pierre-Brossolette», Annexe «Turenne» | 1969     | 1992           | |
| Horb                    | Ecole primaire                                 | 1965     | 1977           | 1977 Übergabe der Garnison an die Bundeswehr.                                                                       |
| Immendingen             | Ecole primaire «Les-frères-Grimm»              | 1996     | 2013           | |
| Karlsruhe               | Ecole primaire/Europa-Schule                   | 1974     | 1991           | In der Nancystraße                                                                                                  |
| Karlsruhe               | Collège/Europa-Schule                          | 1977     | 1991           | |
| Kehl                    | Ecole primaire «Maurice-Ravel»                 | 1952     | 1991           | |
| Konstanz                | Ecole primaire «Pierre-Brossolette»            | 1952     | 1978           | 1978 Schließung der Garnison.                                                                                       |
| Konstanz                | Collège «Pierre-Brossolette»                   | 1945     | 1978           | |
| Lahr                    | Ecole primaire                                 | 1952     | 1969           | 1969 Übergabe der Garnison an Kanada.                                                                               |
| Lahr                    | Collège                                        | 1958     | 1969           | |
| Lahr                    | Lycée                                          | 1963     | 1969           | |
| Langenargen             | Ecole primaire                                 | 1945     | 1992           | |
| Müllheim                | Ecole primaire de la cite française            | 1945     | noch bestehend | In der Goethestraße                                                                                                 |
| Münsingen               | Ecole primaire «Les-frères-Grimm»              | 1983     | 1992           | |
| Oberkirch               | Ecole primaire «Heinrich-Heine»                | 1959     | 1992           | |
| Offenburg               | Ecole primaire                                 | 1955     | 1992           | |
| Offenburg               | Ecole primaire «Daudet»                        | 1983     | 1992           | |
| Offenburg               | Ecole primaire «Jacques-Decour»                | 1987     | 1992           | |
| Offenburg               | Collège «Marcel-Pagnol»                        | 1965     | 1992           | |
| Pforzheim               | Ecole primaire                                 | 1984     | 1999           | In Cité cadre 3° Rég. de Hussards                                                                                   |
| Radolfzell              | Ecole primaire militaire                       | 1968     | 1977           | 1977 Schließung der Garnison.                                                                                       |
| Rastatt                 | Ecole primaire «Jules-Verne»                   | 1972     | 1999           | |
| Rastatt                 | Ecole primaire de la Murg                      | 1969     | 1999           | |
| Rastatt                 | Ecole primaire du Château                      | 1984     | 1999           | |
| Ravensburg              | Ecole primaire                                 | 1976     | 1977           | In der Kuppelhausstraße. 1977 Schließung der Garnison.                                                              |
| Reutlingen              | Ecole primaire                                 | 1955     | 1992           | |
| Stetten am kalten Markt | Ecole primaire « Bertrand-du-Guesclin »        | 1964     | 1999           | |
| Stetten am kalten Markt | Collège                                        | 1988     | 1999           | |
| Tübingen                | Ecole primaire                                 | 1954     | 1992           | |
| Tübingen                | Collège français                               | 1948     | 1992           | |
| Villingen               | Ecole primaire                                 | 1957     | 1999           | |
| Villingen               | Ecole primaire «Pierre-de-Ronsard»             | 1988     | 1999           | |
| Weingarten              | Ecole primaire                                 | 1964     | 1978           | 1978 Übergabe der Garnison an die Bundeswehr                                                                        |

### Bayern (1 Schule)
| Ort           | Schule         | Eröffnet | Geschlossen | Bemerkungen                                                                                   |
| ------------- | -------------- | -------- | ----------- | --------------------------------------------------------------------------------------------- |
| Furth im Wald | Ecole primaire |          |             | Für das Personal der Fernmelde- und elektronischen Kampfführung. 1983: 22 Schüler in 1 Klasse |

### Berlin (6 Schulen)
| Ort    | Schule                               | Eröffnet | Geschlossen | Bemerkungen                                                                             |
| ------ | ------------------------------------ | -------- | ----------- | --------------------------------------------------------------------------------------- |
| Berlin | Ecole primaire «Victor-Hugo»         | 1955     | 1994        | Am Place Molière                                                                        |
| Berlin | Collège «Victor-Hugo»                | 1963     | 1994        | Am Place Molière                                                                        |
| Berlin | Ecole primaire de Reinickendorf      | 1990     | 1994        |                                                                                         |
| Berlin | Ecole primaire «Jean-de-la-Fontaine» | 1975     | 1994        |                                                                                         |
| Berlin | Collège «Voltaire»                   | 1953     | 1994        | In der Kurfürstenstraße 53. Nachfolger des 1689 von den Hugenotten gegründeten Collège. |
| Berlin | Lycée français                       | 1963     | 1994        | Am Place Molière                                                                        |

### Hessen (1 Schule)
| Ort     | Schule         | Eröffnet | Geschlossen | Bemerkungen |
| ------- | -------------- | -------- | ----------- | --- |
| Wetzlar | Ecole primaire | 1953     | 1956        | In Quartier de l’Armée Française. 1951 Übergabe der Garnisonen Wetzlar, Fritzlar, Marburg und in Gießen Camp Smith von der U.S. Army an Frankreich, 1956 Übergabe der Garnisonen an Bundeswehr. |

### Niedersachsen (3 Schulen)
| Ort            | Schule         | Eröffnet | Geschlossen | Bemerkungen |
| -------------- | -------------- | -------- | ----------- | --- |
| Bad Lauterberg | Ecole primaire | 1983     | 1986        | Für das Personal der Fernmelde- und elektronischen Kampfführung. Anstatt der Schule in Goslar eröffnet, 1983: 39 Schüler von der Maternelle bis CM2.                                  |
| Fassberg       | Ecole primaire |          |             | Centre de formation d'apprentis in Müden (Örtze). |
| Goslar         | Ecole primaire | 1978     | 1983        | Für das Personal der Fernmelde- und elektronischen Kampfführung. 1983: 22 Schüler in classe unique. 1983 Schließung der Schule in Goslar, Eröffnung der der Schule in Bad Lauterberg. |

### Nordrhein-Westfalen (2 Schulen)
| Ort    | Schule                     | Eröffnet | Geschlossen    | Bemerkungen                                                                       |
| ------ | -------------------------- | -------- | -------------- | --------------------------------------------------------------------------------- |
| Bonn   | Lycée «De-Gaulle-Adenauer» | 1984     | 1999           | In der Ollenhauerstraße gegenüber vom Friedrich-Ebert-Gymnasium.                  |
| Mehlem | Ecole primaire             | 1950     | noch bestehend | Seit 1999 zum System der AEFE (Agence pour l’Enseignement Français à l’Étranger). |

### Rheinland-Pfalz (32 Schulen)
| Ort                        | Schule                                | Eröffnet | Geschlossen | Bemerkungen                                                                         |
| -------------------------- | ------------------------------------- | -------- | ----------- | ----------------------------------------------------------------------------------- |
| Bergzabern                 | Ecole primaire                        | 1946     | 1956        | 1956 Übergabe der Garnison an U.S. Army.                                            |
| Bitburg                    | Ecole primaire communale              | 1960     | 1965        | In der Weiherstraße 41                                                              |
| Kaiserslautern             | Ecole primaire «Archimbaud»           | 1958     | 1992        | Am Place Molière                                                                    |
| Kaiserslautern             | Ecole primaire «Charles-Perrault»     | 1947     | 1992        |                                                                                     |
| Koblenz                    | Ecole primaire de Pfaffendorf         | 1952     | 1956        | In der Karl-Friedrich-Goerdeler-Straße 8, 1956 Übergabe der Garnison an Bundeswehr. |
| Koblenz                    | Ecole primaire «Metternich»           | 1952     | 1956        | Im Quartier Pollenfeld                                                              |
| Koblenz                    | Lycée «Marceau»                       | 1945     | 1957        | In der Rizzastraße                                                                  |
| Landau in der Pfalz        | Ecole primaire «Jean-de-la-Fontaine»  | 1963     | 1999        |                                                                                     |
| Landau in der Pfalz        | Ecole primaire                        | 1969     | 1999        |                                                                                     |
| Landau in der Pfalz        | Lycée «Hoche»                         | 1961     | 1999        |                                                                                     |
| Mainz                      | Ecole primaire                        | 1950     | 1959        | 1959 Übergabe der Garnison an U.S. Army.                                            |
| Mainz                      | Ecole primaire «Jean-Bon-Saint-André» | 1950     | 1959        |                                                                                     |
| Mainz                      | Lycée «Paul-Tirard»                   | 1947     | 1959        | In der Mainzer Zitadelle                                                            |
| Mainz-Finthen              | Ecole primaire de Finthen             | 1957     | 1959        | 1956 Übergabe der Garnison an U.S. Army.                                            |
| Neustadt an der Weinstraße | Ecole primaire                        | 1955     | 1992        |                                                                                     |
| Neustadt an der Weinstraße | Ecole primaire «Bernard-Humblot»      | 1950     | 1959        |                                                                                     |
| Neustadt an der Weinstraße | Collège «Lakanal»                     | 1986     | 1992        |                                                                                     |
| Saarburg                   | Ecole primaire                        | 1945     | 1956        |                                                                                     |
| Saarburg                   | Ecole primaire                        | 1999     | 2010        | 2010 Schließung als letzte Garnison in Rheinland-Pfalz.                             |
| Speyer                     | Ecole primaire                        | 1958     | 1987        |                                                                                     |
| Speyer                     | Ecole primaire «Gutenberg»            | 1987     | 1999        |                                                                                     |
| Speyer                     | Collège Annexe «Hoche»                | 1981     | 1999        |                                                                                     |
| Trier                      | Ecole primaire «Louis-Pasteur»        | 1965     | 1999        | In Cité Belvédère                                                                   |
| Trier                      | Ecole primaire «Lamartine»            | 1979     | 1999        | In Feyen                                                                            |
| Trier                      | Ecole Primaire Trèves-Sud             | 1956     | 1999        | In Feyen                                                                            |
| Trier                      | Ecole primaire «Albert-Schweitzer»    | 1960     | 1999        | In Cité Nord                                                                        |
| Trier                      | Lycée «Ausone»                        | 1947     | 1999        | Neubau der 50er Jahre in der Medardstraße 2 gegenüber der Matthias-Basilika.        |
| Vallendar                  | Ecole primaire                        | 1945     | 1957        | 1956 Aufgabe der Liegenschaft.                                                      |
| Wittlich                   | Ecole primaire                        | 1950     | 1992        |                                                                                     |
| Wittlich                   | Ecole primaire «Denis-Diderot»        | 1991     | 1999        |                                                                                     |
| Worms                      | Ecole primaire                        | 1948     | 1951        | 1951 Übergabe der Garnison an U.S. Army.                                            |

### Saarland (1 Schule)
| Ort        | Schule                          | Eröffnet | Geschlossen | Bemerkungen |
| ---------- | ------------------------------- | -------- | ----------- | ----------- |
| St. Wendel | Ecole primaire «Jean-Giraudoux» | 1969     | 1999        |             |